# Вооружённые силы Северной Македонии
Вооружённые силы Северной Македонии (макед. Армија на Република Северна Македонија, алб. Forcat e Armatosura të Maqedonisë së Veriut) — армия и спецподразделения Северной Македонии.

## Описание
Основные задачи Вооруженных сил — это защита территории государства, его целостности и суверенитета, а также содействие проведению операций под эгидами ЕС, НАТО и ООН. Стратегический оборонный обзор был выпущен в 2018 году, в котором изложены цели оптимизации, реорганизации и модернизации в небольшие, современные и гибкие вооружённые силы. Концепция обзора «Будущие вооружённые силы 2028 года» (Future armed forces 2028) предусматривает:
- изменения в структуре вооружённых сил,
- консолидация командования и штабов,
- реорганизованное Министерство обороны.

Скопье присоединился к Плану действий по вступлению в НАТО в 1999 году. Вступлению в НАТО препятствовали противоречия с Грецией по поводу названия страны. Вооруженные силы являются полностью профессиональными, и страна стремится обучить все подразделения, особенно те, которые могут быть развернуты по стандартам НАТО. Выделено несколько военных формирований для участия в операциях под руководством НАТО. Скопье вносил свой вклад в миссии ЕС и НАТО, своим персоналом, развернутым для небоевой операции «Решительная поддержка» в Афганистане. Участие в международных миротворческих операциях расширила возможности материально-технического обеспечения. В стране есть скромные воздушные силы, которые опираются на советскую военную технику.
План модернизации на 2014—23 годы предусматривает обновление вооружения и военной техники (ВВТ) на стандарты НАТО, но прогресс был скромен. Среди приоритетов — закупка зенитных ракетных комплексов, а также противотанковых комплексов средней и большой дальности. Страна лишена возможности проектировать и производить современное вооружение и военную технику.

## История

Старая эмблема Вооружённых сил Македонии (1992—2019)

Вооружённые силы Республики Македонии были сформированы в 1992 году после объявления независимости государства и вывода войск и вооружения Югославии.
Изначально македонская армия располагала четырьмя повреждёнными танками Т-34 и некоторым количеством стрелкового оружия. Современное вооружение было закуплено и получено в дар от Болгарии, США и Украины.
Македонская армия содействовала силам НАТО в войне 1999 года, участвовала во внутреннем конфликте 2001 года..
В 2001 году Болгария поставила Республике Македонии десять МТ-ЛБ.
С августа 2002 года в войне в Афганистане в составе сил ISAF участвовали 244 военнослужащих Республики Македонии, 13 сентября 2011 года вместе с войсками США они участвовали в отражении атаки на Кабул.
С июня 2003 года до декабря 2008 года македонские военнослужащие участвовали в войне в Ираке в составе коалиции, возглавляемой США.
В январе 2004 года в соответствии с планом реформирования системы обороны страны и подготовки к вступлению в НАТО правительство Республики Македонии приняло решение уничтожить все имевшиеся на вооружении танки Т-55. До 12 января 2004 года 30 из 61 танка Т-55 были разрезаны на металлолом на заводе в Скопье. В это же время были сняты с вооружения реактивные штурмовики Су-25.
В 2006 году отменена всеобщая воинская обязанность, состоялся переход к профессиональной армии. Проводились значительные преобразования вооружённых сил для соответствия стандартам НАТО.
В 2008 году Македония оказала помощь войскам KFOR в Косово (численность македонского контингента KFOR составляла 74 военнослужащих).
3 декабря 2008 года Македония подписала конвенцию о отказе использования кассетных боеприпасов (вступившую в действие с 1 августа 2010 года).
6 февраля 2019 года был подписан протокол о вступлении Северной Македонии в НАТО.
27 марта 2020 года страна официально стала членом НАТО.

## Структура

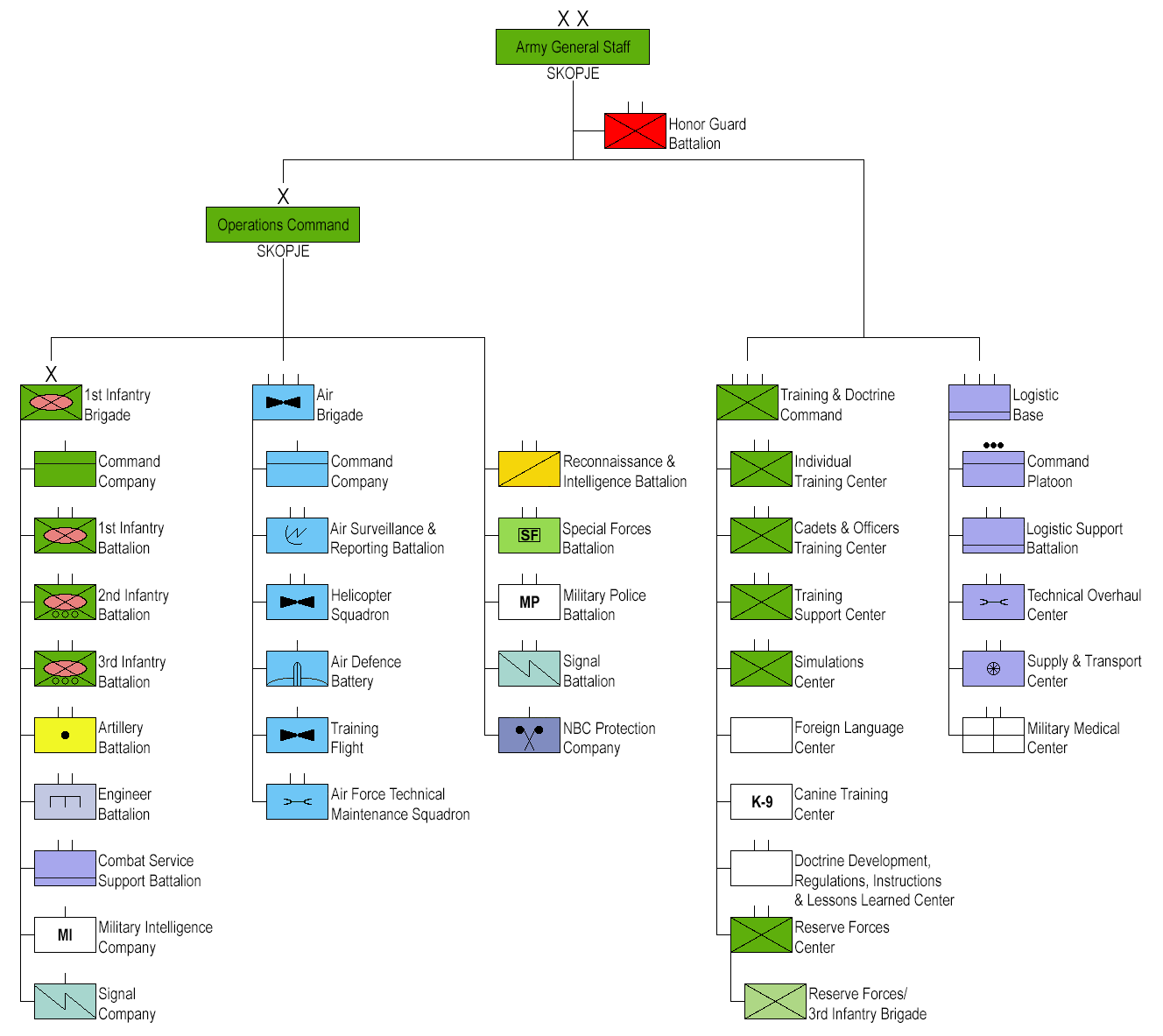
Структура вооружённых сил Северной Македонии

Численность ВС Северной Македонии на 2019 год составляет 8000 военнослужащих, 7600 человек паравоенных формирований (полиция) и 4850 резервистов.

В составе на 2019 год имеется один полк специального назначения (батальон СпН «Волки» (Баталјон за специјални намени) и батальон рейнджеров (Ренџерски баталјон)), 1-я механизированная бригада (1 тб, 4 мехб, 1 адн, 1 исб, 1 брхбз), одна бригада тылового обеспечения, один отдельный батальон военной полиции, один отдельный батальон связи. В резерве стоит одна лёгкая пехотная бригада. Авиационный компонент состоит из смешанной авиационной бригады, в составе которой две вертолётные эскадрильи и один зенитный ракетно-артиллерийский дивизион. Главная авиабаза — аэродром Петровец.

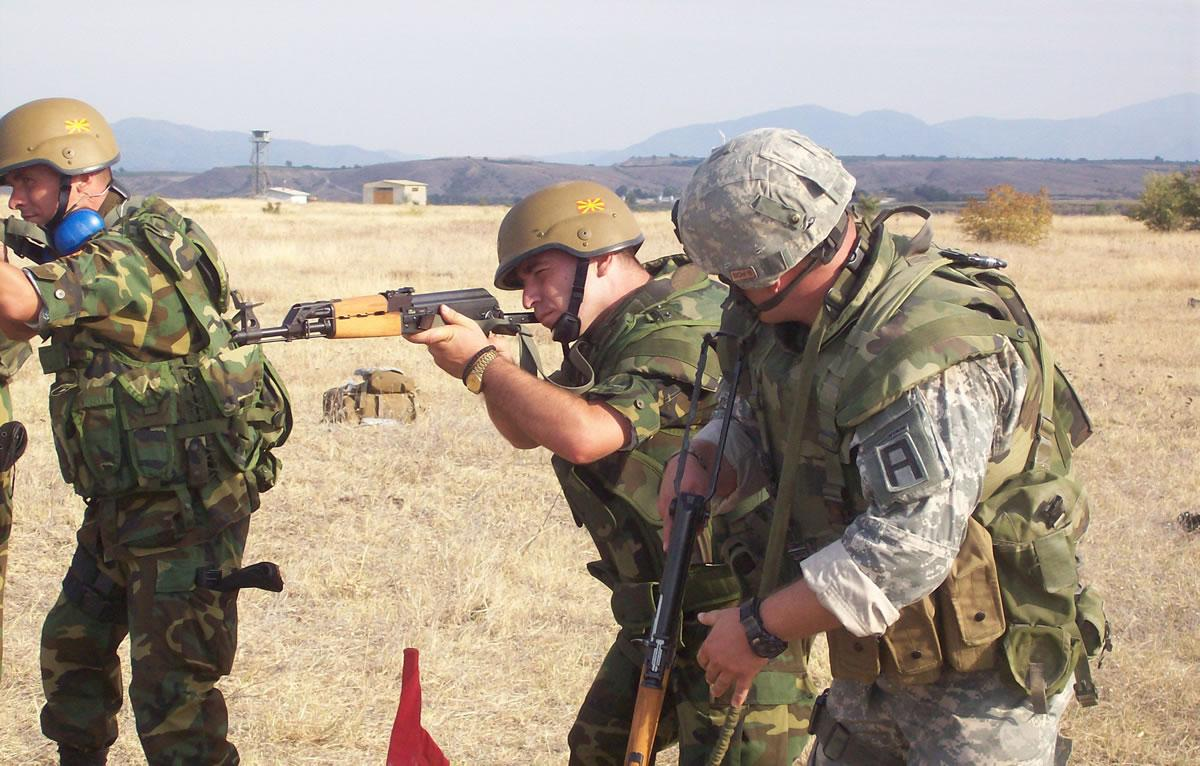
Инструкторы национальной гвардии штата Вермонт тренируют северомакедонских военных для выполнения миротворческих миссий

### Береговая оборона
На Преспенском и Охридском озёрах имеются подразделения береговой охраны с двумя патрульными катерами.

### Прочие подразделения
- Рота почётного караула
- Службы обеспечения и тыла
- Службы связи
- Службы электронной разведки
- Военный госпиталь

## Вооружение и военная техника
| Изображение              | Тип                  | Производство         | Назначение                   | Количество             | Примечания                                                              |
| Боевые машины пехоты     | Боевые машины пехоты | Боевые машины пехоты | Боевые машины пехоты         | Боевые машины пехоты   | Боевые машины пехоты                                                    |
| ------------------------ | -------------------- | -------------------- | ---------------------------- | ---------------------- | ----------------------------------------------------------------------- |
|                          | БМП-2/К              | СССР                 | Боевая машина пехоты         | 11                     |                                                                         |
| Бронетранспортёры        |                      |                      |                              |                        |                                                                         |
|                          | ELVO Leonidas-2      | Греция               | Бронетранспортёр             | 9                      |                                                                         |
|                          | M113                 | США                  | Бронетранспортёр             | 27                     |                                                                         |
|                          | БТР-80               | СССР                 | Бронетранспортёр             | 12                     |                                                                         |
|                          | БТР-70               | СССР                 | Бронетранспортёр             | 56                     |                                                                         |
|                          | МТ-ЛБ                | СССР                 | Бронетранспортёр             | 10                     |                                                                         |
|                          | TM-170 Hermelin      | ФРГ                  | Бронетранспортёр             | 84                     |                                                                         |
| Бронемашины              |                      |                      |                              |                        |                                                                         |
|                          | JLTV                 | США                  | Бронеавтомобиль              | 32                     |                                                                         |
|                          | HMMWV                | США                  | Бронеавтомобиль              | ~150                   |                                                                         |
|                          | Otokar Cobra         | Турция               | Бронеавтомобиль              | 2                      |                                                                         |
|                          | Otokar Engerek       | Турция               | Бронеавтомобиль              | 2                      |                                                                         |
|                          | Husky VMMD           | ЮАР                  | MRAP                         | 2                      |                                                                         |
|                          | Wolf (Ze’ev)         | Израиль              | Бронеавтомобиль              | Неизвестное количество | Используются полицией                                                   |
| Противотанковые средства |                      |                      |                              |                        |                                                                         |
|                          | Milan                | Франция              | ПТРК                         | Неизвестное количество |                                                                         |
|                          | M60A                 | Югославия            | 82-мм безоткатное орудие     | Неизвестное количество |                                                                         |
| РСЗО                     |                      |                      |                              |                        |                                                                         |
|                          | М-77 Огань           | Югославия            | 128-мм РСЗО                  | 11                     |                                                                         |
|                          | БМ-21 «Град»         | СССР                 | 122-мм РСЗО                  | 6                      |                                                                         |
| Артиллерия               |                      |                      |                              |                        |                                                                         |
|                          | M-30                 | СССР                 | 122-мм буксируемая гаубица   | 56                     |                                                                         |
|                          | M-56                 | Югославия / США      | 105-мм буксируемая гаубица   | 14                     |                                                                         |
|                          | UB M52               | Югославия            | 120-мм миномёт               | 44                     |                                                                         |
| ПВО                      |                      |                      |                              |                        |                                                                         |
|                          | 9К35 «Стрела-10»     | СССР                 | ЗРК малой дальности          | 8                      |                                                                         |
|                          | 9К38 «Игла»          | СССР                 | ПЗРК                         | Неизвестное количество |                                                                         |
|                          | L60                  | Швеция               | 40-мм зенитное орудие        | 39                     |                                                                         |
| Самолёты                 |                      |                      |                              |                        |                                                                         |
|                          | Ан-2                 | СССР                 | Лёгкий транспортный самолёт  | 1                      |                                                                         |
|                          | Z-242                | Чехословакия         | Учебно-тренировочный самолёт | 5                      |                                                                         |
| Вертолёты                |                      |                      |                              |                        |                                                                         |
|                          | Ми-24В               | СССР                 | Ударный вертолёт             | 2                      | По состоянию на 2024 год ещё 8 Ми-24К и 6 Ми-24В находятся на хранении. |
|                          | Ми-171               | СССР                 | Военно-транспортный вертолёт | 1                      | Используется полицией Северной Македонии                                |
|                          | UH-1H Iroquois       | США                  | Многоцелевой вертолёт        | 2                      |                                                                         |
|                          | Bell 205B            | США                  | Многоцелевой вертолёт        | 4                      |                                                                         |
|                          | Bell 412EP           | США                  | Многоцелевой вертолёт        | 1                      | Используется полицией Северной Македонии                                |
|                          | Bell 206B            | США                  | Многоцелевой вертолёт        | 1                      | Используется полицией Северной Македонии                                |
|                          | Bell 212             | США                  | Многоцелевой вертолёт        | 1                      | Используется полицией Северной Македонии                                |